# Градевска акция на ВМРО
Градевската акция или Градевските събития е наказателна акция, организирана от Вътрешната македонска революционна организация, над дейци на Българската комунистическа партия в симитлийското село Градево, проведена през юли 1925 година.
През декември 1924 година в Градево е създадена нелегална комунистическа група. През юни 1925 година ВМРО научава за съществуването ѝ. Групата е обвинена в пропаганда и дейност против ВМРО. Специална комисия осъжда на 8 юли някои на смърт, а на 14 души са наложени тежки физически наказания. Наложени са и глоби от 2000 до 5000 лева. На 13 юли присъдите са утвърдени от Иван Михайлов. На 13 юли в местността Мадана е убит Петър Маревски, а на следващия 14 юли в местността Обесеник са убити Стоил Груев, Благо Мазнеов, П. Мазнеов, Яне Маламов, Максим Миразчийски, Асен Пазов, Борис Тюфекчиев, Иван Христов, Йордан Цицков и Стоица Цицков.